# 東和インターチェンジ

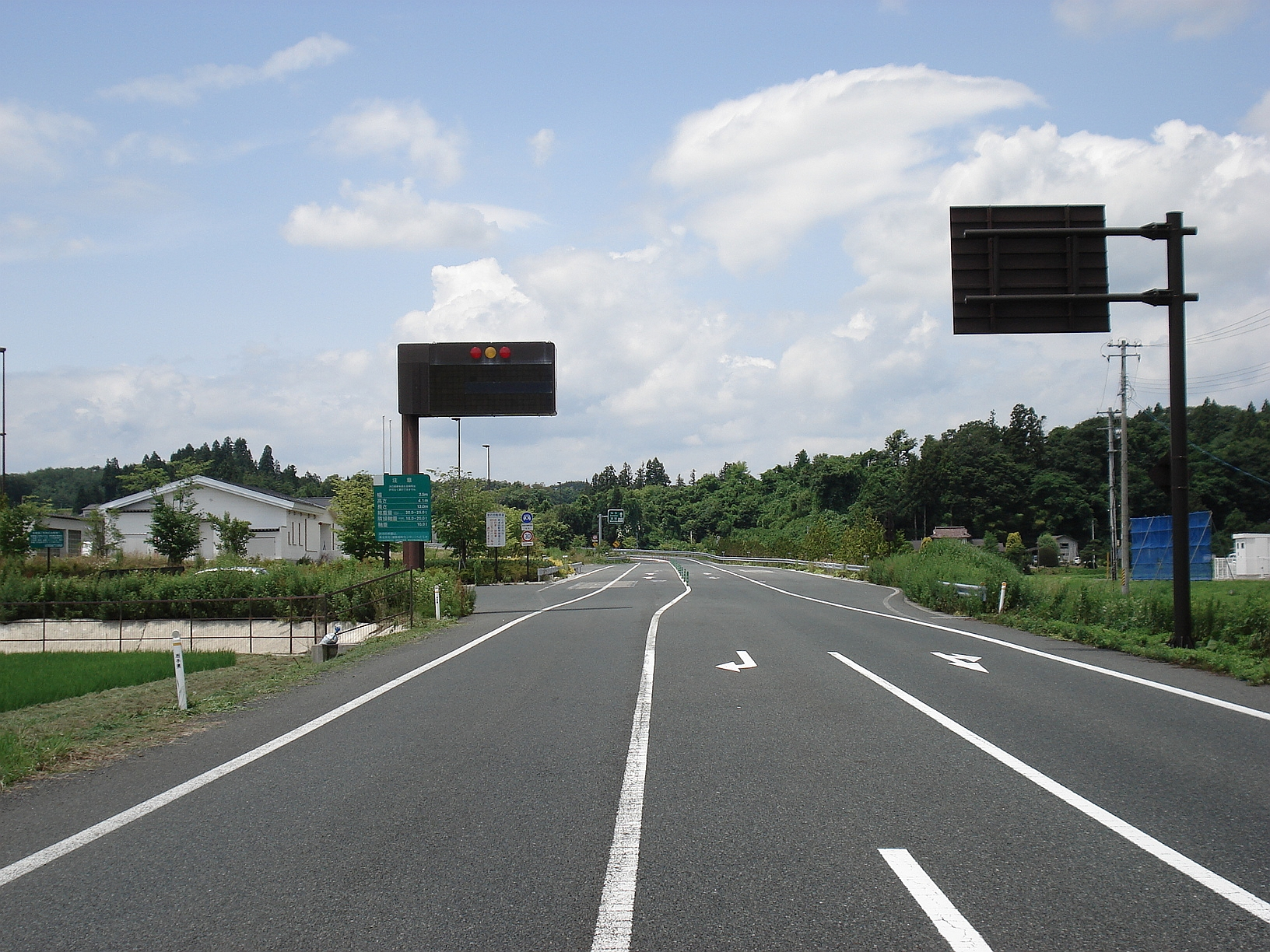
東和インターチェンジの一般道接続部分を一般道側から

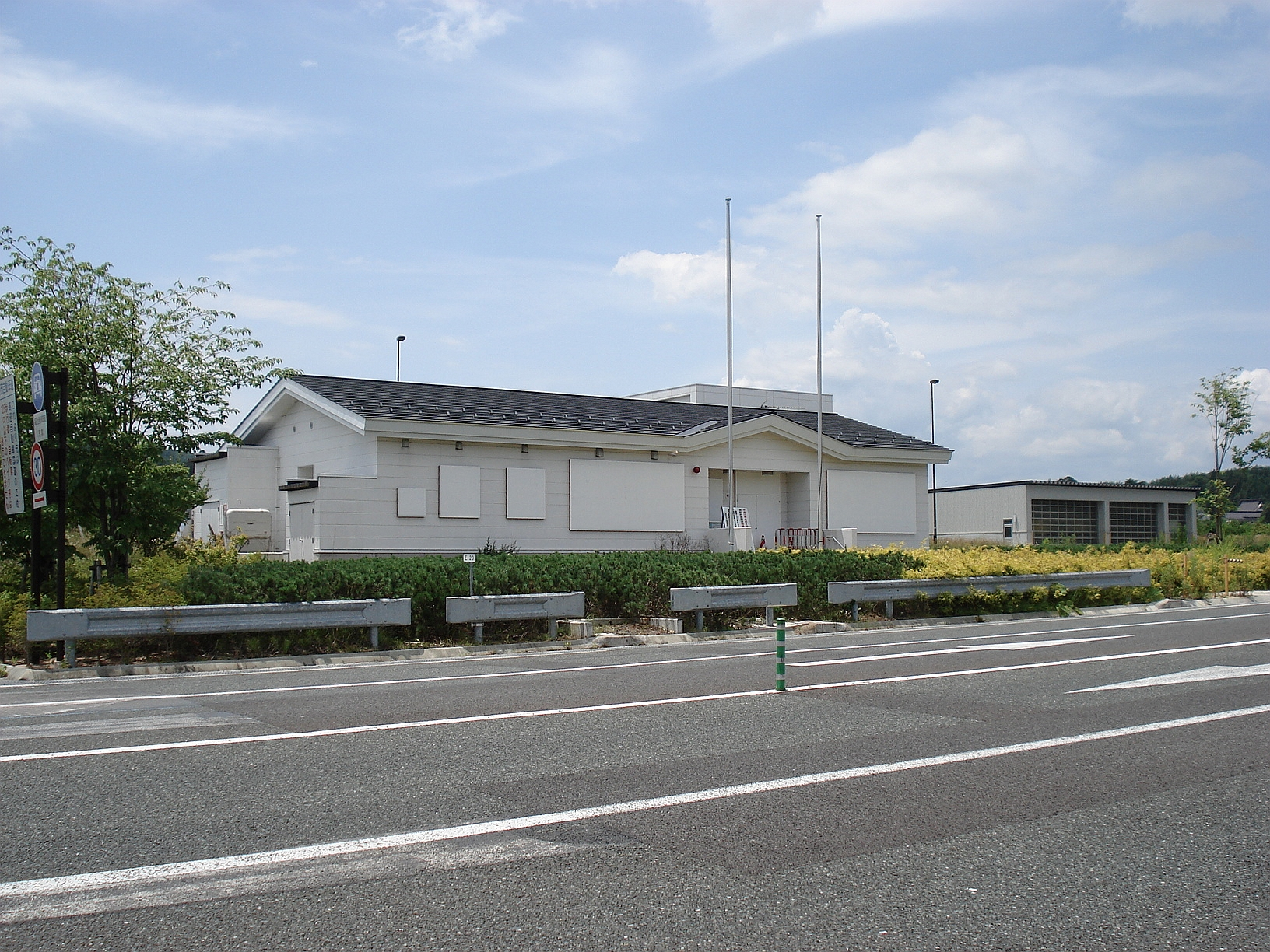
閉鎖された東和料金所の事務室棟

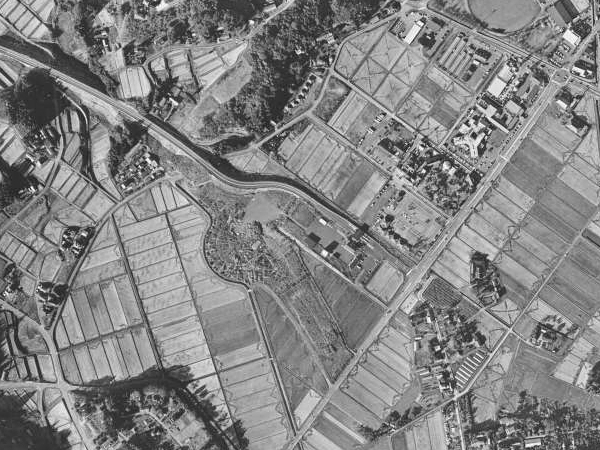
2005年時点の東和インターチェンジ。料金所が設置されている。。

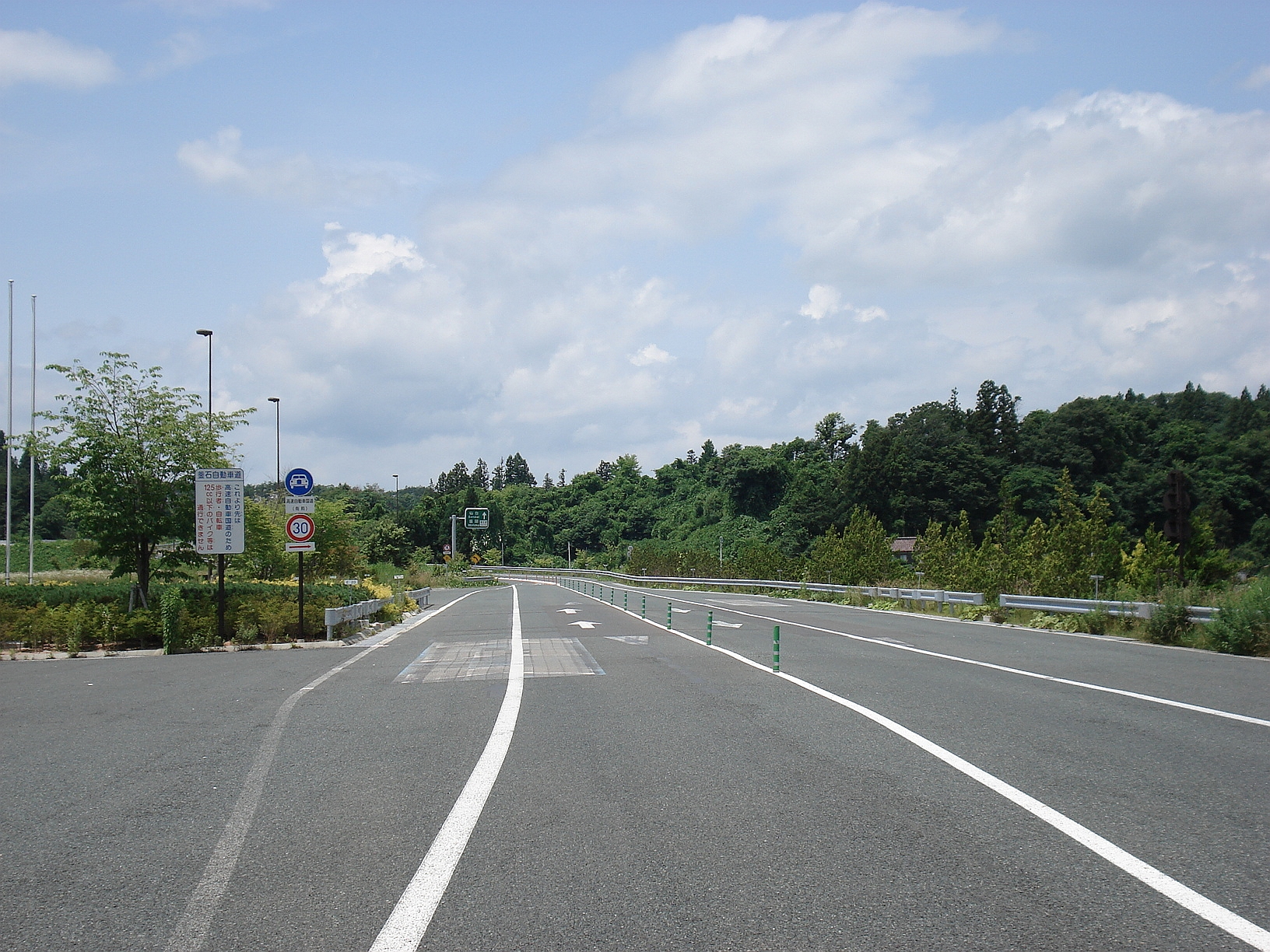
東和インターチェンジに残るかつてのETCレーンの舗装跡

東和インターチェンジ（とうわインターチェンジ）は、岩手県花巻市にある釜石自動車道のインターチェンジである。

## 概要
2002年11月7日に花巻JCT-東和IC間開通に伴い、終点のインターチェンジとして供用開始。インターチェンジ内に料金所が設けられ通行料金の収受を行ってきたが、当ICから東側が新直轄方式によって（無料の高速道路として）整備されることにより、料金収受施設を花巻空港本線料金所に移設することが決定。2007年6月1日12時をもって東和料金所は廃止され、花巻空港IC-東和IC間の通行料金は花巻空港本線料金所で収受されることとなった。

## 歴史
- 2002年（平成14年）11月7日 : 花巻JCT-東和IC間開通に伴い供用開始。
- 2007年（平成19年）6月1日 : 当ICに設置されていた東和料金所が廃止され、花巻空港本線料金所に移設。
- 2012年（平成24年）11月25日 : 東和IC-宮守IC間開通。

## 道路

### 本線
- E46 釜石自動車道（2番）

### 接続する道路
- 直接接続
  - 岩手県道39号北上東和線（信号機がない平面交差で接続）
- 間接接続
  - 国道283号（県道39号経由）
  - 国道456号（県道39号・国道283号経由）

## 周辺
- 道の駅とうわ
- 東和温泉
- ホテルフォルクローロ花巻東和（菜園併設型オーベルジュ）

## 隣
E46 釜石自動車道
(1) 花巻空港IC - 花巻空港TB - (2) 東和IC - (3) 江刺田瀬IC

## 形状
ランプウェイはトランペット型である。